# Lemă (matematică)
Lemă, cuvânt de origine greacă (lemma, a se vedea Lemă), folosit în matematică, semnifică o propoziție matematică care este demonstrabilă, fiind deja demonstrată și categorisită.  În matematică o lemă este folosită ca orice teoremă, dar este de obicei, un pas intermediar în demonstrarea unui adevăr matematic de mai largă circulație, care, de obicei, poartă numele de teoremă.  Este interesant că multe leme din matematică sunt mai puternice și mai bine cunoscute ca unele teoreme sau corolare. 
Câteva exemple de leme matematice mai bine cunoscute ar putea fi următoarele:
- Lema lui Bézout
- Lema lui Fatou
- Lema lui Gauss
- Lema lui Nakayama
- Lema lui Zorn

Cuvântul din greaca veche, "lemma" (λεμμα), la singular, respectiv "lemmata" (λεμματα), la plural, semnifica inițial orice ce este primit (a se vedea lemă).  Grecii antici i-au conferit și alte semnificații în logică, mai ales în Școala stoicilor. 